# エリクンディ
エリクンディはマラカスのように揺らす打楽器。ただしマラカスとは違う素材から作られているので、出す音が異なる。エリクンディはアフリカ系キューバの秘密結社であるアバクアカルトとも関係があり、その演奏はこの結社に対する個人の連帯を表しているかもしれない。さらにこの楽器と使用の多様性はビエハ・トローバのような楽器の一般的な音楽アンサンブルでの使用によって示されている。

## 描写
一般的には織ったリードや革についたレザーやひょうたんの貝殻底から作られる。持ち手を持って振り、内部にある硬いものを入れ物の壁に当てる。普通は2つペアで使う。

## 使用法
音楽のための打楽器だけでなく神秘的・宗教的目的でも使われる。権力と関係する崇拝儀式と一般に関連するものである。新たな出生や権力への奉仕を意味する式エコリア・イチア・アバクアで使われている。この伝統はキューバの都市ハバナ、マタンサス、カルデナスで普通に見ることができる。キューバのルンバで使われる楽器でもある。

## 画像 (外部リンク)
- 1枚目
- 2枚目